# Dècada del 650 aC

## Esdeveniments
- 654 aC - Fundació d'Eivissa pels púnics, segons Diodor de Sicília. Assentaments del Puig de Vila i sa Caleta.[1]